# Terrace Heights
Terrace Heights és una concentració de població designada pel cens dels Estats Units a l'estat de Washington. Segons el cens del 2007 tenia 8.031 habitants.

## Demografia
Segons el cens del 2000, Terrace Heights tenia 6.447 habitants, 2.534 habitatges, i 1.875 famílies. La densitat de població era de 315,1 habitants per km².
Dels 2.534 habitatges en un 31,4% hi vivien nens de menys de 18 anys, en un 62% hi vivien parelles casades, en un 8,7% dones solteres, i en un 26% no eren unitats familiars. En el 20,9% dels habitatges hi vivien persones soles el 8,3% de les quals corresponia a persones de 65 anys o més que vivien soles. El nombre mitjà de persones vivint en cada habitatge era de 2,54 i el nombre mitjà de persones que vivien en cada família era de 2,93.
Per edats la població es repartia de la següent manera: un 24,4% tenia menys de 18 anys, un 7,1% entre 18 i 24, un 27,1% entre 25 i 44, un 26,7% de 45 a 60 i un 14,7% 65 anys o més.
L'edat mediana era de 40 anys. Per cada 100 dones de 18 o més anys hi havia 93,8 homes.
La renda mediana per habitatge era de 47.601 $ i la renda mediana per família de 53.938 $. Els homes tenien una renda mediana de 39.813 $ mentre que les dones 26.925 $. La renda per capita de la població era de 21.542 $. Aproximadament el 5,3% de les famílies i el 7,5% de la població estaven per davall del llindar de pobresa.

## Poblacions més properes
El següent diagrama mostra les poblacions més properes.